# K – Das Haus des Schweigens
K – Das Haus des Schweigens ist ein 1950 entstandenes, deutsches Filmdrama von Hans Hinrich mit Ernst Deutsch in der Hauptrolle. Die Geschichte basiert auf dem Theaterstück „Abel“ und der Novelle „Viele heißen Kain …“ von Alfred Neumann, der auch am Drehbuch beteiligt war.

## Handlung
Die Geschichte spielt in Antwerpen um 1900. Abel und Paul de Yonkh sind zwei Brüder, wie sie unterschiedlicher nicht sein könnten: Abel, der ältere der beiden, ist vernünftig, zuverlässig, großherzig und ein Fels in der Brandung. Paul hingegen ist ein Luftikus; verantwortungslos, bisweilen skrupellos und gerät leicht auf die schiefe Bahn. Als der jüngere der beiden in das Fadenkreuz eines Staatsanwalts gerät, ist Abel sofort zur Stelle, um sich um Pauls Wohl zu kümmern. Er übergibt ihm all sein Geld und sorgt dafür, dass Paul sicher ins Ausland fliehen kann. Abel selbst ist gerade schwer verliebt und zwar in die verheiratete Marie, die Ehefrau eines zynischen Rechtsanwalt namens Gabriel Robert. Insgeheim wünscht Abel sich den Tod dieses Mannes, der seiner Ansicht nach seinem persönlichen Glück im Wege steht. Paul hatte beim letzten Treffen mit Abel ihm diesen Wunsch von den Augen abgelesen, sodass Paul, wenig skrupelbehaftet, seinem Bruder, der soviel für ihn getan hatte, diesbezüglich helfen will.
Wenige Tage darauf wird erkannt, dass Rechtsanwalt Gabriel Robert während einer Zugfahrt ins Freie gestürzt sein und dabei ums Leben kam. Ob dies ein Unfall oder eine gezielte Mordtat war, wird zunächst offengelassen. Nun können Abel und Marie gemeinsam ein harmonisches Leben verbringen. Zurück aus Maries alter Beziehung blieb der kleine Roger Robert, der nach zehn Jahren zu einem zornigen, jungen Mann gereift ist. Er hasst Abel von ganzem Herzen und gibt diesem die Schuld an dem gewaltsamen Tod seines Vaters. Paul de Yonkh möchte eines Tages sein Gewissen erleichtern und bringt sich exakt an derselben Stelle um, an der bereits der Rechtsanwalt starb. Angesicht soviel Elends, das sein Begehren für Marie über alle gebracht hat, plant auch Abel seine Selbsttötung. Es ist ausgerechnet Roger Robert, der, nach Abels Eingeständnis eines Schuldgefühls, diesen von der schrecklichen Tat abhält.

## Produktionsnotizen
K – Das Haus des Schweigens, der einzige Nachkriegsfilm der NS-Schauspielerin Käthe Dyckhoff, entstand mit Atelier- wie Außenaufnahmen komplett in Hamburg. Die Uraufführung erfolgte am 28. März 1951 in Berlin. Der Film lief auch unter dem Titel Jahre des Schweigens.
Werner Drake übernahm die Produktionsleitung. Gabriel Pellon entwarf die Filmbauten.
Das Land Nordrhein-Westfalen verlieh dem Film das Prädikat „künstlerisch hochstehend“.

## Wissenswertes
Die Besetzung mit dem berühmten, emigrierten Juden und erklärten Nazi-Verächter Ernst Deutsch an der Seite einer als äußerst regimetreu geltenden Filmdarstellerin der Weltkriegsjahre, Käthe Dyckhoff, verlieh diesem Streifen ein hohes Maß an Pikanterie. Zum Zeitpunkt der Veröffentlichung dieses Films gab es in Hamburg durch den Journalisten und Drehbuchautoren Axel Eggebrecht initiierte Ermittlungen gegen Dyckhoff, die bis 1945 als Goebbels-Konfidentin gewirkt und regimekritische Kollegen denunziert haben soll. Noch zum Jahresende 1944 schenkte Goebbels Dyckhoff eine Hitler-Büste, die im September 2012 bei einer Online-Auktion für 5.500 $ versteigert wurde.

## Kritiken
Die darstellerische Leistung Dyckhoffs die ihre Rolle ausschließlich aufgrund ihrer Nähe zum Filmfinanzier Martin Adolff erhielt, ein, wie Der Spiegel im April 1951 schrieb, „millionenschwerer Textilindustrieller aus Backnang“, wurde von der zeitgenössischen Kritik verrissen. Starkritiker Friedrich Luft befand: „Über Besetzung und Spiel der Hauptdarstellerin selber aber tut man gut, den Mantel des Vergessens zu decken.“
Im Lexikon des Internationalen Films heißt es: „Düsteres und pathetisches Drama, das vor allem durch den brillanten Ernst Deutsch an Format gewinnt.“